# Bonellia pumicea
Bonellia pumicea is een lepelworm uit de familie Bonelliidae. De wetenschappelijke naam van de soort werd in 1891 gepubliceerd door Carel Philip Sluiter.